# الدوري النرويجي الممتاز 2006
الدوري النرويجي الممتاز 2006 (بالنرويجية: Tippeligaen 2006) هو الموسم 62 من  الدوري النرويجي الممتاز. أقيم خلال الفترة 9 أبريل 2006 وحتى 5 نوفمبر 2006، وكان عدد الأندية المشاركة فيه  14، وفاز فيه نادي روسنبورغ.